# شمر (فیلم)
شمر فیلمی به کارگردانی اکبر صادقی و نویسندگی علیرضا عرفی‌نژاد و اکبر صادقی محصول سال ۱۳۵۹ است.

## خلاصه داستان
به دنبال مرگ پدر ابراهیم، یکی از قدیمی‌ترین تعزیه‌خوان‌ها، حاج حسین عده‌ای را گرد هم می‌آورد تا به احیای تعزیه‌خوانی بپردازد…

## بازیگران
- داوود رشیدی
- منوچهر احمدی
- محمدتقی کهنمویی
- عنایت‌الله بخشی
- غفار احمدی
- محسن سندانی
- ابوالحسن مروج
- گلی زنگنه